# Qanāt Sīr
Qanāt Sīr (persiska: قنات سیر, Kahn-e Sīr) är en ort i Iran.   Den ligger i provinsen Kerman, i den sydöstra delen av landet, 800 km sydost om huvudstaden Teheran. Qanāt Sīr ligger 2 119 meter över havet och antalet invånare är 462.
Terrängen runt Qanāt Sīr är platt åt nordost, men åt sydväst är den kuperad.Runt Qanāt Sīr är det glesbefolkat, med 12 invånare per kvadratkilometer. Närmaste större samhälle är Negār, 13,6 km norr om Qanāt Sīr. Trakten runt Qanāt Sīr består i huvudsak av gräsmarker.